# Miranda (La Tempête)
Pour les articles homonymes, voir Miranda.
Miranda est l'un des personnages principaux de la pièce de théâtre La Tempête de William Shakespeare. Elle est la seule femme à apparaître sur scène. Fille de Prospero, un autre personnage central de la pièce, elle a été exilée sur l'île avec son père à l'âge de trois ans. Au cours des douze années suivantes, elle a vécu avec son père et leur esclave, Caliban, comme seule compagnie. Miranda est ouverte, compatissante et ignorante des maux du monde qui l'entoure, n'apprenant le sort de son père qu'au début de la pièce.

## Représentations
Comme beaucoup de personnages de Shakespeare, elle est une source d'inspiration pour les artistes.
- Miranda dans l'orage, 1916, de John William Waterhouse
- Propsero et Miranda, c. 1850, de William Maw Egley

Miranda, un des satellites naturels d'Uranus, porte son nom.

## En astronomie
En astronomie, Miranda, l'une des lunes d'Uranus, porte son nom, conformément à la tradition de nommer les lunes uraniennes d'après des personnages de Shakespeare et Pope.